# آزمایش در بالین بیمار
آزمایش تشخیصی بر بالین بیمار یا آزمایش در نقطهٔ مراقبت (POCT یا Point-of-care testing) آزمایش تشخیص پزشکی است که در بالین بیمار انجام می‌شود. این آزمایشات به دو دسته تقسیم‌بندی می‌شوند. دستهٔ اول آزمایشات بر پایه شناسایی آنتی‌ژن و آنتی‌بادی هستند و دستهٔ دوم شامل آزمایشاتی هست که بر پایه شناسایی مولکولی می‌باشند. قبل از شیوع کرونا، آزمایشات تشخیصی بر بالین بیمار، کمتر مورد توجه قرار می‌گرفتند. اما با توجه به پاندمی کرونا و ضرورت شناسایی سریع و دقیق این ویروس، آزمایشات تشخیصی بر بالین بیمار دوباره مورد توجه قرار گرفتند.